# Cortinarius pholiotellus
Cortinarius pholiotellus är en svampart som beskrevs av Soop 1998. Cortinarius pholiotellus ingår i släktet Cortinarius och familjen spindlingar.   Inga underarter finns listade i Catalogue of Life.